# 楊氏炬燈魚
楊氏炬灯鱼（学名：Lampadena yaquinae）为輻鰭魚綱燈籠魚目灯笼鱼科的其中一種。分布于北太平洋海域，為深海魚類，棲息深度可達100-500公尺，體長可達13公分。

## 扩展阅读
維基物種上的相關：楊氏炬灯鱼